# Brady Corbet

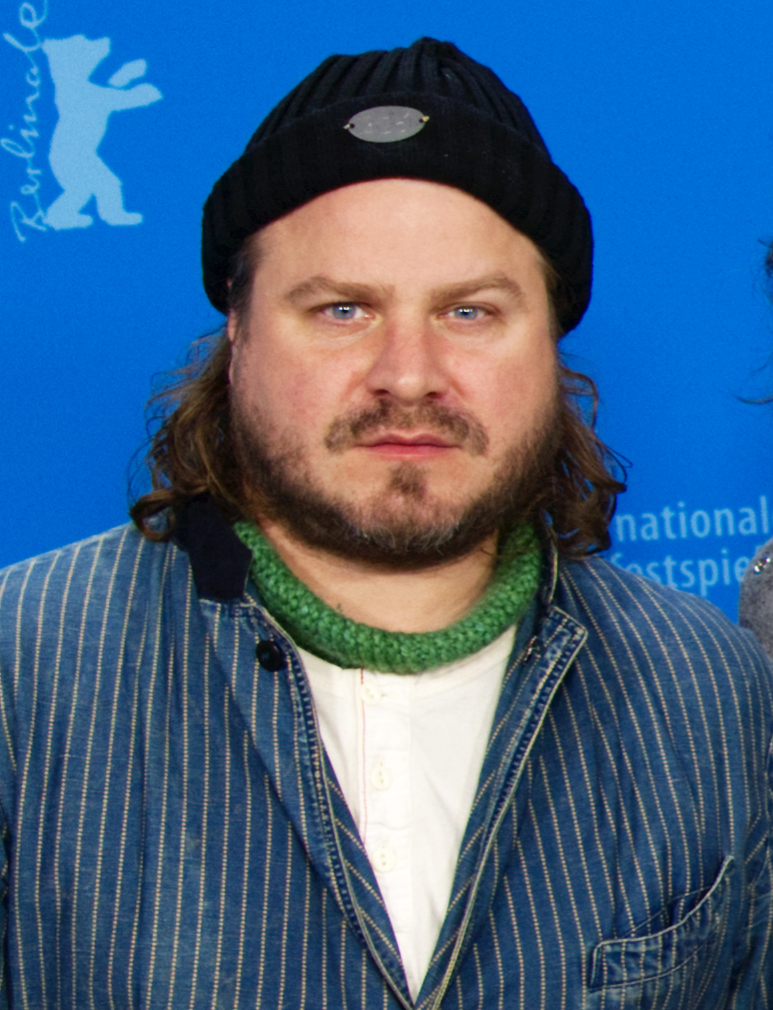
Brady Corbet (2024)

Brady James Monson Corbet (* 17. August 1988 in Scottsdale, Arizona) ist ein US-amerikanischer Schauspieler und Filmregisseur.

## Leben
Brady Corbet begann seine Schauspiellaufbahn im Jahr 2000 mit einem Auftritt in der Serie King of Queens. Bekannt wurde er durch eine Nebenrolle im Jugendfilm Dreizehn (2003) mit Evan Rachel Wood und Nikki Reed. 2004 spielte er die Hauptrolle in dem Film Thunderbirds. Es folgten weitere Film- und Fernsehprojekte. 2015 gab er mit The Childhood of a Leader sein Regiedebüt. Mit den Spielfilmen Vox Lux (2018) und Der Brutalist (2024) folgten weitere Regiearbeiten von ihm. Bei allen drei Projekten war er auch als Drehbuchautor tätig. Vox Lux und Der Brutalist erhielten Einladungen in den Hauptwettbewerb des Filmfestivals von Venedig. The Brutalist wurde mit dem Silbernen Löwen für die Beste Regie ausgezeichnet und erhielt bei den Golden Globe Awards 2025 drei Auszeichnungen, darunter die Preise für das beste Filmdrama und die beste Regie. Bei der Oscarverleihung im selben Jahr wurde das Werk in 10 Kategorien nominiert, darunter Corbet für Regie und Drehbuch. Während eines Podcasts gab Corbet im Februar 2025 bekannt, er habe mit seinen letzten beiden Filmen im Grunde keinerlei Geld verdient. Er sei vertraglich verpflichtet gewesen, für Der Brutalist monatelang für die Bewerbung unterwegs zu sein, ohne in dieser Zeit arbeiten und Geld verdienen zu können.
Im Jahr 2024 wurde er in die Wettbewerbsjury der 74. Berlinale eingeladen. Im Sommer 2025 wurde Corbet Mitglied der Academy of Motion Picture Arts and Sciences.
Corbet ist seit 2012 mit der norwegischen Schauspielerin und Filmemacherin Mona Fastvold liiert; 2014 wurde ihre gemeinsame Tochter geboren. Fastvold war als Autorin und teilweise als Schauspielerin in Film- und Fernsehprojekten von Corbet beteiligt.

## Filmografie (Auswahl)

### Als Darsteller
- 2000: King of Queens (Fernsehserie, 1 Episode)
- 2000: NieA_7 (Fernsehserie, 1 Episode, Stimme)
- 2001: I My Me! Strawberry Eggs (Fernsehserie, 1 Episode, Stimme)
- 2003: Dreizehn (Thirteen)
- 2003: Oliver Beene (Fernsehserie, 1 Episode)
- 2004: Thunderbirds
- 2004: Mysterious Skin – Unter die Haut (Mysterious Skin)
- 2005  Law & Order: Special Victims Unit (Fernsehserie, Staffel 11, Folge 11 - 1000 Frauen)
- 2006: 24 (Fernsehserie, 6 Episoden)
- 2006: Friendly Fire
- 2007: Sunny & Share Love You
- 2007: Funny Games U.S.
- 2009: La dérive
- 2010: Two Gates of Sleep
- 2011: Martha Marcy May Marlene
- 2011: Melancholia
- 2012: Simon Killer
- 2014: The Sleepwalker
- 2014: Saint Laurent
- 2014: Höhere Gewalt (Turist)
- 2014: Die Wolken von Sils Maria (Clouds of Sils Maria)
- 2014: Eden
- 2014: Gefühlt Mitte Zwanzig (While We’re Young)
- 2014: Escobar: Paradise Lost

### Als Regisseur
- 2015: The Childhood of a Leader
- 2018: Vox Lux (auch Drehbuch)
- 2020: Homemade (nur Drehbuch, Fernsehserie, Folge: Annex)
- 2024: Der Brutalist (The Brutalist, auch Drehbuch)

## Auszeichnungen
Corbet wurde im Laufe seiner Karriere für mehr als 100 internationale Film- und Festivalpreise nominiert, von denen er fast ein Drittel gewinnen konnte. Fast ausnahmslos Anerkennung fand er als Filmemacher:
Erhaltene Auszeichnungen für The Childhood of a Leader:
- 2015: Filmfestival Venedig – FIPRESCI-Preis, Luigi Di Laurentiis Award (Bester Debütfilm), Venice Horizons Award (Beste Regie)
- 2016: Filmfestival Istanbul – Spezialpreis der Jury

Eine Auswahl der erhaltene Auszeichnungen und Nominierungen für Der Brutalist (Drehbuchpreise erhielt Corbet gemeinsam mit Mona Fastvold):
- 2024: Filmfestival Venedig – Silberner Löwe (Beste Regie), FIPRESCI-Preis, UNIMED Award, Arca CinemaGiovani Award, Premio CinemaSarà
- 2024: Camerimage – Silberner Frosch (Beste Kamera – gemeinsam mit Lol Crawley)
- 2024: Atlanta Film Critics Circle Award (Beste Regie)
- 2024: Boston Online Film Critics Association Award (Beste Regie)
- 2024: Dallas-Fort Worth Film Critics Association Award (Bestes Drehbuch)
- 2024: Las Vegas Film Critics Society Award (Bestes Originaldrehbuch)
- 2024: New York Film Critics Online Award (Bestes Drehbuch)
- 2024: Southeastern Film Critics Association Award (Beste Regie)
- 2024: Washington DC Area Film Critics Association Award (Beste Regie)
- 2025: Golden Globe Award (Beste Regie)
- 2025: Nominierungen – Critics’ Choice Movie Award (Beste Regie, Bestes Originaldrehbuch)
- 2025: Nominierung – Directors Guild of America Award (Beste Spielfilmregie)
- 2025: Nominierungen – Oscar (Bester Film, Beste Regie, Bestes Originaldrehbuch)

Weitere gewonnene Preise:
- 2008: Young Hollywood Award für Funny Games U.S. („One to Watch – Male“)
- 2009: Filmfestival Sundance – Lobende Erwähnung für Protect You + Me (Short Filmmaking Award)